# 23008 Rebeccajohns
23008 Rebeccajohns este un asteroid din centura principală de asteroizi.

## Descriere
23008 Rebeccajohns este un asteroid din centura principală de asteroizi. A fost descoperit pe 14 noiembrie 1999 la Socorro, New Mexico, în cadrul proiectului LINEAR. Asteroidul prezintă o orbită caracterizată de o semiaxă mare de 2,98 ua, o excentricitate de 0,07 și o înclinație de 2,3° în raport cu ecliptica.